# Investeringsaftrek
Investeringsaftrek is een fiscale faciliteit waardoor in Nederland en België investeringen in een onderneming aanleiding kunnen zijn voor een verlaging van het belastbaar beroepsinkomen of van de belastbare winst.

## Investeringsaftrek in België
In de Belgische belastingregeling is bepaald dat ondernemers na bepaalde investeringen hun beroepsinkomen met een vastgesteld percentage kunnen verlagen. Deze aftrek geldt alleen voor natuurlijke personen (enkel voor zelfstandige ondernemers en vrije beroepen). In de personenbelasting wordt de investeringsaftrek afgetrokken van het belastbaar beroepsinkomen. De investeringsaftrek is een van de fiscale en parafiscale vrijstellingen in het Belgisch fiscaal stelsel.

#### Investeringsaftrek voor natuurlijke personen
Natuurlijke personen met inkomsten die als winsten of baten moeten worden belast,  kunnen hun belastbare beroepsinkomsten verminderen met de investeringsaftrek. De eenmalige gewone investeringsaftrek is een aftrek van 3,5 % (aanslagjaar 2012) op de investeringskost in nieuwe afschrijfbare materiële en immateriële vaste activa die volledig beroepsmatig gebruikt worden. Ondernemingen met minder dan 20 werknemers in dienst, hebben recht op de gespreide gewone investeringsaftrek. Dat is een aftrek van 13,5 % op de jaarlijkse afschrijving van het nieuwe actiefbestanddeel.
Naast de gewone investeringsaftrek bestaan er ook verhoogde investeringsaftrekken: 13,5 % (eenmalig) voor investeringen in onderzoek en ontwikkeling die het leefmilieu ten goede komen (20,5 % indien gespreid); 13,5 % (eenmalig) voor energiebesparende investeringen en voor investeringen in octrooien; 20,5% voor investeringen in veiligheid (eenmalig). Ten slotte is er nog een speciale investeringsaftrek van 3% voor investeringen in vaste activa die het hergebruik van verpakking moeten stimuleren.

### Investeringsaftrek voor vennootschappen
Vennootschappen kunnen de gewone investeringsaftrek niet meer toepassen, maar de verhoogde investeringsaftrekken wel. In de aangifte vennootschapsbelasting is de investeringsaftrek de laatste aftrek vóór de vaststelling van de belastbare winst.

## Investeringsaftrek in Nederland
In Nederland is de investeringsaftrek een bedrag dat de ondernemer kan aftrekken van de winst wanneer hij in bedrijfsmiddelen heeft geïnvesteerd. Deze investeringsaftrek staat los van de mogelijkheid tot het afschrijven van investeringen en vormt dus een extra stimulans voor bedrijven om te investeren.
In Nederland zijn drie soorten investeringsaftrek mogelijk:
- de kleinschaligheidsinvesteringsaftrek
- de energie-investeringsaftrek, voor investeringen die een doelmatiger gebruik van energie bevorderen
- de milieu-investeringsaftrek

#### Kleinschaligsheidsinvesteringsaftrek
Indien een ondernemer tussen de € 2.400 en € 332.994 (wettekst geldend voor het jaar 2022) investeert in een bedrijfsmiddel mag onder voorwaarden een bepaald bedrag van deze investering op de winst in mindering gebracht worden. 
| Geïnvesteerd bedrag            | Kleinschaligheidsinvesteringsaftrek                                                          |
| ------------------------------ | -------------------------------------------------------------------------------------------- |
| tot € 2.400                    | 0%                                                                                           |
| tussen € 2.400 en € 59.939     | 28%                                                                                          |
| tussen € 59.939 en € 110.998   | € 16.784                                                                                     |
| tussen € 110.998 t/m € 332.994 | € 16.784,- verminderd met 7,56% van het deel van het investeringsbedrag boven de € 110.998,- |
| Boven de € 332.994             | 0%                                                                                           |

Niet op alle investeringen bestaat recht op kleinschaligheidsinvesteringsaftrek. Zo moet het gaan om een investering van minimaal 450 euro en de investering mag niet bedoeld zijn voor gebruik of verhuur in het buitenland. Verder zijn de volgende bedrijfsmiddelen onder andere uitgesloten van kleinschaligheidsinvesteringsaftrek:
- personenauto's (die niet zijn bestemd voor het beroepsvervoer over de weg);
- woonhuizen en woonschepen;
- dieren en;
- grond.

#### Energie-investeringsaftrek
Een ondernemer die investeert in energiezuinige bedrijfsmiddelen kan in aanmerking komen voor de energie-investeringsaftrek. De aftrek bedraagt 41,5% als in 2011 voor meer dan 2.200 euro aan energie-investeringen gedaan wordt. Het maximum geïnvesteerde bedrag is 116 miljoen euro. Een combinatie van energie- en milieu-investeringsaftrek is niet toegestaan.

#### Milieu-investeringsaftrek
Een ondernemer die voor minimaal 2.200 euro investeert in milieu-investeringen kan in aanmerking komen voor de milieu-investeringsaftrek. De bedrijfsmiddelen waarvoor in aanmerking gekomen kan worden voor de milieu-investeringsaftrek staan ingeschreven op de milieulijst van Rijksdienst voor Ondernemend Nederland (RVO, voorheen agentschap NL). Deze lijst wordt jaarlijks opgemaakt door het Ministerie van Infrastructuur en Milieu.
De hoogte van de aftrek hangt af van de categorie investering:
| Categorie | Percentage |
| --------- | ---------- |
| I         | 36%        |
| II        | 27%        |
| III       | 13,5%      |

Een combinatie van kleinschaligheidsinvesteringsaftrek en milieu-investeringsaftrek is mogelijk. Een combinatie van energie- en milieu-investeringsaftrek is niet mogelijk.